# Колпакское
Колпакское — село в Гайском районе Оренбургской области. Административный центр Колпакского сельсовета.

## Население
| 2010 |
| ---- |
| 808  |

По переписи населения 1939 года в селе проживало 1096 человек. На 1 января 1975 года — 1032 человека, в 1998 году — 895 человек, а в 2002 году — 914 человек.

## География
До райцентра (г. Гай) — 24 километра.
До ближайшей железнодорожной станции (п.Новоорск) - 24 километра

## История
Основано в 18 веке как редут.